# Lon L. Fuller
Lon Luvois Fuller, 15 juin 1902 - 8 avril 1978, est un universitaire américain. Particulièrement connu comme philosophe du droit, il a critiqué le positivisme juridique et défendu une forme laïque et procédurale de théorie du droit naturel.
Fuller a été professeur de droit à l'université Harvard pendant de nombreuses années et il est connu en droit américain pour ses contributions à la fois à la jurisprudence et au droit des contrats. Son débat en 1958 avec l'éminent philosophe juridique britannique H. L. A. Hart dans la Harvard Law Review (vol. 71) a été important pour encadrer le conflit moderne entre le positivisme juridique et la théorie du droit naturel. Dans son livre de 1964 largement discuté, The Morality of Law, Fuller soutient que tous les systèmes de droit contiennent une « moralité interne » qui impose aux individus une obligation présomptive d'obéissance. Pour Robert S. Summers, professeur en administration du droit à la Cornell Law School à Ithaca (New York), Fuller est « l'un des quatre théoriciens du droit américains les plus importants des cent dernières années ».

## Biographie
Lon L. Fuller naît en 1902 à Hereford au Texas mais grandit en Californie. Il étude à partir de 1919 le droit et l'économie à Berkeley (jusqu'en 1920) et à Stanford (1920-1926), où il obtient en 1926 son doctorat en droit. Il commence sa carrière académique dès l'âge de 24 ans à la Faculté de droit de l'université d'Oregon. Il enseigne ensuite à l'université de l'Illinois, puis à l'université Duke, où il aura comme étudiant Richard Nixon, dont il soutient la première campagne présidentielle en 1960.
8En 1938, Fuller se rend six mois en Europe, où il fait la connaissance d'Hans Kelsen. En 1939, il rejoint la Faculté de droit de Harvard où il reste jusqu'à la fin de sa carrière universitaire. Durant les années de guerre, Fuller aide plusieurs intellectuels européens fuyant le nazisme à se trouver du travail aux États-Unis, y compris Hans Kelsen. Il travaille quelques années au sein d'un cabinet d'avocats, où il se spécialise principalement en droit du travail et en matière d’arbitrage. Bien qu'ayant repris, en 1945, ses cours à Harvard, il continuera néanmoins à intervenir, pendant près de 20 ans, comme arbitre dans l'application de conventions collectives de travail. En 1948, il sera nommé Carter Professor of General Jurisprudence.

## Travaux et théories
En 1940, il publie The Law in Quest of Itself dans lequel il attaque les théories positivistes du droit. Il y défend l'idée selon laquelle on ne peut dissocier le droit tel qu'il devrait être du droit tel qu'il est.
La fin des années cinquante est marquée par son célèbre débat avec H. L. A. Hart, concernant les questions fondamentales de la théorie du droit. Lors de la Holmes Lecture donnée par Hart à la Faculté de droit de Harvard en avril 1957, celui-ci avait défendu le positivisme juridique contre les critiques qui lui étaient adressées, notamment par Fuller. Fuller, dès la première édition, en 1964, de La moralité du droit entreprendra un commentaire critique et approfondi du livre de Hart Le concept de droit (1961). Il s'y montre en désaccord complet avec l'analyse fondamentale du concept de droit de Hart, principalement en ce qu’elle exclut « systématiquement toute prise en compte des problèmes » de la moralité du droit.
S’inscrivant dans la lignée téléologique de penseurs jusnaturalistes comme Aristote et Thomas d'Aquin, Fuller est considéré comme le « porte-drapeau américain du droit naturel laïc ». Fuller estime que le droit est une « entreprise intentionnelle », bien plus que la manifestation factuelle de l’autorité ou du pouvoir social. Il se définit  comme promouvant une théorie de droit naturel « procédural » qu'il distingue de la conception « substantielle » du droit naturel. « La procédure juridictionnelle est, selon lui, un dispositif qui donne une expression formelle et institutionnelle à l’influence d’arguments raisonnés dans les affaires humaines ». Les « principes de légalité » que décrit Fuller constituent la « moralité interne du droit » ou les principes fondamentaux d’un droit naturel procédural. Il précise que ces lois naturelles n’ont rien à voir avec une sorte « d’omniprésence menaçante dans le ciel » : elles « demeurent entièrement terrestres, tant dans leur origine que dans leur application ».
Son ouvrage La Moralité du droit trouve son origine dans l'insatisfaction ressentie par Fuller devant la littérature abordant le rapport du droit et de la morale. Cette insatisfaction résulte d’une part de l’incapacité de cette littérature à clarifier le sens du concept de morale et, d’autre part, au manque d’attention porté, selon lui, à la moralité interne du droit. Fuller explique qu’il existe en réalité deux idées, publiques, de moralité : une idée concernant une « moralité par idéal » (« morality by aspiration »), à laquelle on aspire, et l’idée d’une « moralité par obligation » (« by duty »), celle qui impose un devoir. Cette moralité par obligation a pour corollaire la croyance que, pour vivre en démocratie, nos libertés doivent être réglées par des obligations précises, que nous devons respecter, ces obligations étant énoncées par des législateurs que nous élisons librement.
Lon L. Fuller s'oppose à l'argumentation de Hart qui affirmait « que l’histoire contient des exemples de régimes qui ont combiné une adhésion fidèle à la moralité interne du droit et une indifférence brutale envers la justice et le bien-être humain » alors qu'il n'en citait aucun. Pour Fuller, au contraire, le « fait d’agir sur la base d’une règle connue [...] est une condition préalable à toute appréciation sensée de la justice en droit ». Selon lui, la moralité interne du droit devient ainsi non seulement un préalable à la justice, mais elle est également de nature à l’induire. Les adversaires de Fuller ont néanmoins contesté le fait que le respect des huit exigences qu'il développe puisse constituer une quelconque « moralité ». 

## Publications
- Law in Quest of Itself, 1940
- Basic Contract Law, 1947 (second edition, 1964)
- Problems of Jurisprudence, 1949
- The Morality of Law, 1964 (second edition, 1969), publié en français : La Moralité du droit, trad. par J. Van Meerbeeck, Bruxelles, Presses de l’Université Saint-Louis, 2017,  (EAN 9782802802273)
- Legal Fictions, 1967
- Anatomy of Law, 1968